# Lotniczy list przewozowy
Lotniczy list przewozowy (AWB, z ang. air waybill) – list przewozowy świadczący o zawarciu umowy z przewoźnikiem lotniczym i przyjęciu towaru do przewozu lotniczego.